# Gafargaon
Gafargaon är en ort i Bangladesh.   Den ligger i provinsen Dhaka, i den centrala delen av landet, 80 km norr om huvudstaden Dhaka. Gafargaon ligger 16 meter över havet och antalet invånare är 34 177.
Terrängen runt Gafargaon är mycket platt. Det finns inga andra samhällen i närheten.
Trakten runt Gafargaon består till största delen av jordbruksmark. Runt Gafargaon är det mycket tätbefolkat, med 1 361 invånare per kvadratkilometer.